# CHANGE!!!!
「CHANGE!!!!」（チェンジ）は、765PRO ALLSTARSの楽曲。シングルは『THE IDOLM@STER ANIM@TION MASTER』シリーズ第4弾として2011年11月9日に日本コロムビアから発売された。

## 概要
表題曲の「CHANGE!!!!」はテレビアニメ『THE IDOLM@STER』の2ndオープニングテーマに起用された。1stオープニングテーマ「READY!!」とはキーやテンポ、曲の構成がほぼ同一のものとなっている。
初回限定盤には、長谷川明子・浅倉杏美・原由実・沼倉愛美の4人によるトークの他、PS3版アイドルマスター2、またアニメのノンテロップ版2ndオープニング映像を収めたDVDが付属する。

### READY!! & CHANGE!!!! SPECIAL EDITION
表題曲「CHANGE!!!!」と前期オープニング曲「READY!!」と組み合わせたもので、アニメでは最終回となる第25話で使用された。
2012年2月1日に発売された「THE IDOLM@STER ANIM@TION MASTER 07」にこのバージョンが収録されている。

## チャート成績
2011年11月8日付オリコンデイリーシングルチャートで6位を獲得後、11月21日付オリコン週間シングルチャートで推定売上枚数約2.3万を記録し、初登場6位を獲得した。

## 収録曲
1. CHANGE!!!!（M@STER VERSION） [5:01]
歌：765PRO ALLSTARS[メンバー 1]
作詞：yura、作曲：NBGI（内田哲也）、編曲：橋本由香利・NBGI（内田哲也）
2. We just started [4:18]
歌：星井美希（長谷川明子）、四条貴音（原由実）、秋月律子（若林直美）
作詞：mft、作曲：小野貴光、編曲：竹中文一
3. 今 スタート！ [4:18]
歌：如月千早（今井麻美）、三浦あずさ（たかはし智秋）、我那覇響（沼倉愛美）
作詞・作曲：白戸佑輔、編曲：草野よしひろ
4. CHANGE!!（M@STER VERSION）（Instrumental） 
作詞：yura、作曲：NBGI（内田哲也）、編曲：橋本由香利・NBGI（内田哲也）

## ソロ・リミックス
2013年夏に開催されたライブツアー「THE IDOLM@STER 8th ANNIVERSARY HOP!STEP!!FESTIV@L!!!」の福岡・幕張会場で、765PRO ALLSTARSの各キャラクターのソロ・リミックスが収録された『THE IDOLM@STER ANIM@TION MASTER CHANGE!!!! ソロ・リミックス』が限定販売された。

## 収録アルバム
| 曲名                                                    | アルバム                                                                          | 発売日         | 備考                  |
| ------------------------------------------------------- | --------------------------------------------------------------------------------- | -------------- | --------------------- |
| CHANGE!!!!（TV SIZE）                                   | 『THE IDOLM@STER ANIM@TION MASTER 06』                                            | 2011年12月28日 | テレビサイズ          |
| CHANGE!!!!（M@STER VERSION）春香ソロ・リミックス        | 『THE IDOLM@STER ANIM@TION MASTER CHANGE!!!! ソロ・リミックス』                   | 2013年9月15日  | 天海春香のソロ        |
| CHANGE!!!!（M@STER VERSION）美希ソロ・リミックス        | 『THE IDOLM@STER ANIM@TION MASTER CHANGE!!!! ソロ・リミックス』                   | 2013年9月15日  | 星井美希のソロ        |
| CHANGE!!!!（M@STER VERSION）千早ソロ・リミックス        | 『THE IDOLM@STER ANIM@TION MASTER CHANGE!!!! ソロ・リミックス』                   | 2013年9月15日  | 如月千早のソロ        |
| CHANGE!!!!（M@STER VERSION）やよいソロ・リミックス      | 『THE IDOLM@STER ANIM@TION MASTER CHANGE!!!! ソロ・リミックス』                   | 2013年9月15日  | 高槻やよいのソロ      |
| CHANGE!!!!（M@STER VERSION）雪歩ソロ・リミックス        | 『THE IDOLM@STER ANIM@TION MASTER CHANGE!!!! ソロ・リミックス』                   | 2013年9月15日  | 萩原雪歩のソロ        |
| CHANGE!!!!（M@STER VERSION）真ソロ・リミックス          | 『THE IDOLM@STER ANIM@TION MASTER CHANGE!!!! ソロ・リミックス』                   | 2013年9月15日  | 菊地真のソロ          |
| CHANGE!!!!（M@STER VERSION）亜美 / 真美ソロ・リミックス | 『THE IDOLM@STER ANIM@TION MASTER CHANGE!!!! ソロ・リミックス』                   | 2013年9月15日  | 双海亜美 / 真美のソロ |
| CHANGE!!!!（M@STER VERSION）伊織ソロ・リミックス        | 『THE IDOLM@STER ANIM@TION MASTER CHANGE!!!! ソロ・リミックス』                   | 2013年9月15日  | 水瀬伊織のソロ        |
| CHANGE!!!!（M@STER VERSION）あずさソロ・リミックス      | 『THE IDOLM@STER ANIM@TION MASTER CHANGE!!!! ソロ・リミックス』                   | 2013年9月15日  | 三浦あずさのソロ      |
| CHANGE!!!!（M@STER VERSION）律子ソロ・リミックス        | 『THE IDOLM@STER ANIM@TION MASTER CHANGE!!!! ソロ・リミックス』                   | 2013年9月15日  | 秋月律子のソロ        |
| CHANGE!!!!（M@STER VERSION）貴音ソロ・リミックス        | 『THE IDOLM@STER ANIM@TION MASTER CHANGE!!!! ソロ・リミックス』                   | 2013年9月15日  | 四条貴音のソロ        |
| CHANGE!!!!（M@STER VERSION）響ソロ・リミックス          | 『THE IDOLM@STER ANIM@TION MASTER CHANGE!!!! ソロ・リミックス』                   | 2013年9月15日  | 我那覇響のソロ        |
| CHANGE!!!!（M@STER VERSION）                            | 『THE IDOLM@STER 765PRO ALLSTARS+ GRE@TEST BEST! -THE IDOLM@STER HISTORY-』       | 2013年9月18日  |                       |
| CHANGE!!!!（BGM VERSION）                               | 『劇場版『THE IDOLM@STER MOVIE 輝きの向こう側へ！』オリジナル・サウンドトラック』 | 2014年2月5日   | BGMアレンジ           |

## カバー
- 蓮ノ空女学院スクールアイドルクラブ - 2023年12月開催の「異次元フェス アイドルマスター★♥ラブライブ!歌合戦」とのコラボとして公式YouTubeに「歌ってみた」動画が公開された。

### ユニットメンバー
1. 1 2 3  天海春香（中村繪里子）、星井美希（長谷川明子）、如月千早（今井麻美）、高槻やよい（仁後真耶子）、萩原雪歩（浅倉杏美）、菊地真（平田宏美）、双海亜美 / 真美（下田麻美）、水瀬伊織（釘宮理恵）、三浦あずさ（たかはし智秋）、四条貴音（原由実）、我那覇響（沼倉愛美）、秋月律子（若林直美）